# Fußball-Afrikameisterschaft der Frauen 2010/Qualifikation
Zur Qualifikation der Fußball-Afrikameisterschaft der Frauen 2010 wurden 23 afrikanischen Frauen-Fußballnationalmannschaften gemeldet, eine mehr als für die vorangegangene Afrikameisterschaft.
Die Qualifikation wurde in zwei Runden im K.-o.-System mit Hin- und Rückspiel ausgetragen. In der ersten Runde sollten die 18 schwächeren Nationen aufeinandertreffen. Da sich drei Mannschaften zurückzogen, kam es nur zu sechs Begegnungen. Die Sieger und die kampflos in die zweite Runde gelangten Mannschaften ermittelten mit fünf weiteren Nationalmannschaften die sieben Mannschaften, die sich zusammen mit dem Ausrichter für die Endrunde qualifizierten.

## Vorrunde
Die Hinspiele waren für den 6. und 7., die Rückspiele für den 19., 20. und 21. März 2010 angesetzt.
|           | Gesamt |                | Hinspiel | Rückspiel |
| --------- | ------ | -------------- | -------- | --------- |
| Ägypten   | 1      | Algerien       |          |           |
| Namibia   | 3:2    | Angola         | 2:1      | 1:1       |
| Botswana  | 2:7    | DR Kongo       | 0:2      | 2:5       |
| Senegal   | 1:0    | Marokko        | 0:0      | 1:0       |
| Gabun     | 2:5    | Elfenbeinküste | 1:2      | 1:3       |
| Guinea    | 4:3    | Sierra Leone   | 3:2      | 1:1       |
| Togo      | 1      | Mali           |          |           |
| Äthiopien | 2:4    | Tansania       | 1:3      | 1:1       |
| Kenia     | 1      | Eritrea        |          |           |

## 1. Runde
Die Hinspiele waren für den 21., 22. und 23. Mai, die Rückspiele für den 5. und 6. Juni 2010 angesetzt. Die Sieger qualifizierten sich neben Gastgeber Südafrika für die Fußball-Afrikameisterschaft der Frauen 2010.
|                | Gesamt |                  | Hinspiel | Rückspiel |
| -------------- | ------ | ---------------- | -------- | --------- |
| Algerien       | 2:1    | Tunesien         | 1:1      | 1:0       |
| Namibia        | 1:5    | Äquatorialguinea | 1:5      | 2         |
| DR Kongo       | 0:5    | Kamerun          | 0:2      | 0:3       |
| Senegal        | 0:4    | Ghana            | 0:1      | 0:3       |
| Elfenbeinküste | 2:5    | Nigeria          | 1:2      | 1:3       |
| Guinea         | 2:3    | Mali             | 0:2      | 2:1       |
| Tansania       | 11:40  | Eritrea          | 8:1      | 3:3       |